# Massanzago
Massanzago là một đô thị thuộc tỉnh Padova vùng Veneto, located about 25 km northvề phía tây của Venezia và cách khoảng 20 km northvề phía đông của Padova. Tại thời điểm ngày 31 tháng 12 năm 2004, đô thị này có dân số 5.163 người và diện tích 13,2 km².
Massanzago giáp các đô thị: Borgoricco, Camposampiero, Noale, Santa Maria di Sala, Trebaseleghe.